# Babuschkin
Babuschkin (russisch Ба́бушкин) ist eine Kleinstadt in der Republik Burjatien (Russland) mit 4831 Einwohnern (Stand 14. Oktober 2010).

## Geographie
Die Stadt liegt etwa 120 km westlich der Republikshauptstadt Ulan-Ude am Südostufer des Baikalsees.
Die Stadt gehört administrativ zum Rajon Kabansk und liegt an der Transsibirischen Eisenbahn (Station Myssowaja, Streckenkilometer 5477 ab Moskau) sowie an der Fernstraße M55 Irkutsk – Tschita.

## Geschichte
Der Ort entstand 1892 als Poststation Myssowaja und Ausgangspunkt des Handelsweges vom Ostufer des Baikalsees über Kjachta nach China.
Wenige Jahre später wurde der Ort im Zusammenhang mit dem Bau des 1900 eröffneten Transbaikalabschnittes der Transsibirischen Eisenbahn als östlicher Endpunkt der Eisenbahnfährverbindung über den See gewählt, welche bis zur Fertigstellung der Baikalbahn rund um das Südende des Baikalsees 1905 bestand. 1902 erhielt der Ort unter dem Namen Myssowsk (Мысовск) Stadtrecht (in Anlehnung an den Stationsnamen, von russisch мыс/mys für Kap, in Bezug auf die Lage am See).
Ab 6. Juni 1925 besaß Myssowsk den Status einer Siedlung städtischen Typs. Am 18. Januar 1941 erfolgte die Umbenennung in Babuschkin nach dem russischen Revolutionär Iwan Babuschkin, der dort während der Russischen Revolution von 1905–1907 erschossen wurde; zugleich wurde erneut der Stadtstatus verliehen.

### Bevölkerungsentwicklung
| Jahr | Einwohner |
| ---- | --------- |
| 1939 | 7044      |
| 1959 | 8238      |
| 1970 | 7943      |
| 1979 | 7386      |
| 1989 | 7298      |
| 2002 | 4953      |
| 2010 | 4831      |

Anmerkung: Volkszählungsdaten

## Kultur und Sehenswürdigkeiten
Hauptsehenswürdigkeit ist der Baikalsee, entlang dessen Südostufer, auch um Babuschkin, verschiedene touristische Einrichtungen liegen. Zudem ist der Ort ist Ausgangspunkt für Touren in den Ostteil des Chamar-Daban.
In der Stadt existiert seit 1926 ein kleines Iwan-Babuschkin-Museum.

## Wirtschaft
Babuschkin ist heute Umschlagplatz für Holz auf die Transsibirische Eisenbahn.

## Söhne und Töchter der Stadt
- Wera Morosowa (1903–1991), Bildhauerin